# Ириней (Зуземиль)
Митрополит Ириней (в миру Игорь Владимирович Зуземиль; 11 июля 1919, Чернигов — 26 июля 1999, Мюнхен) — епископ Русской православной церкви, митрополит Венский и Австрийский.

## Биография
Родился 11 июля 1919 года в Чернигове в семье агронома. Отец умер вскоре после рождения сына.
В 1925 году переехал на постоянное место жительства в Германию вместе с матерью и отчимом.
Детство и юность он провёл в Берлине, где получил среднее образование и обучался на медицинском факультете университета.
В 1937 году окончил среднюю школу. Поступил на медицинский факультет, который окончил в 1941 году.
В 1941 году поступил на пастырские курсы при Германской епархии Русской Зарубежной Церкви и впоследствии окончил их.
6 декабря 1942 года был рукоположён во диакона, а 5 октября 1947 года митрополитом Серафимом (Ляде) — во иерея и назначен настоятелем Никольского храма в городе Констанце. С 1942 по 1949 год он также был секретарём митрополита Серафима (Ляде).
С 1949 года проходил пастырское служение в Мельбурне, Австралия.
В 1953 году в РПЦЗ был лишён сана за двоежёнство. В 1954 году он был принят в состав Австралийской епархии Константинопольского Патриархата, а в 1959 году вошёл в состав Московского Патриархата. Примечательно, что священный сан он получил от митрополита Серафима (Ляде), благодатность которого в Московском Патриархате оспаривалась.
В 1957 году в сане протоиерея был принят в Московский Патриархат и с этого времени до 1960 года являлся настоятелем храма во имя святой Марии Магдалины в Гааге.
С 1960 года — настоятель Крестовоздвиженского храма в Мюнхене.
В 1961 году в составе делегации Московского Патриархата принимал участие в работе 3-й Ассамблеи Всемирного Совета Церквей в Нью-Дели. 1 января 1964 года был назначен благочинным приходов Средне-Европейского экзархата Московского Патриархата в ФРГ и в течение всего 1964 года исполнял обязанности настоятеля Воскресенского собора в Западном Берлине.
В этом же году принимал участие в работе II Всехристианского Мирного Конгресса в Праге и IV Конгресса Конференции Церквей («Ниборг-IV»).
23 января 1966 года в Троице-Сергиевой Лавре архимандритом Платоном был пострижен в монашество с именем Ириней, а 29 января возведён в сан архимандрита.
30 января 1966 года в Трапезном храме Троице-Сергиевой Лавры хиротонисан во епископа Мюнхенского. Хиротонию совершили: Патриарх Московский и всея Руси Алексий I, митрополит Крутицкий и Коломенский Пимен (Извеков), митрополит Сурожский Антоний (Блум), архиепископ Таллинский и Эстонский Алексий (Ридигер), архиепископ Берлинский и Среднеевропейский Киприан (Зёрнов), архиепископ Минский и Белорусский Антоний (Мельников), епископ Дмитровский Филарет (Денисенко), епископ Волоколамский Питирим (Нечаев), епископ Сызранский Иоанн (Снычёв), епископ Зарайский Ювеналий (Поярков).
3-8 марта 1967 года участвовал в собеседованиях между богословами Русской Православной Церкви и Евангелической Церкви Германии («Арнольдсхайн-III»); 7-9 августа того же года, как член Департамента информации Всемирного Совета Церквей от Московского Патриархата принимал участие в заседаниях Рабочего комитета Департамента, проходивших в Женеве и там же с 10 по 12 августа присутствовал на заседаниях нескольких комитетов по подготовке к IV Ассамблее ВСЦ. В том же году, с 29 сентября по 5 октября, принимал участие в работе очередной Ассамблеи Конференции Европейских Церквей («Ниборг-V»), проходившей в Австрии.
24 февраля 1971 года назначен епископом вновь образованной Баденской епархии (ФРГ) с титулом Баденский и Баварский.
27 апреля того же года включён в состав делегации РПЦ на Ассамблею КЕЦ «Ниборг-VI»; 30 сентября — 3 октября участвовал в работе IV Всехристианского Мирного Конгресса в Праге, а с 20 по 28 октября — в очередных богословских собеседованиях между представителями Евангелической Церкви Германии и Русской Православной Церкви («Арнольдсхайн-V»).
9 сентября 1972 года возведен в сан архиепископа.
В 1974 году был членом делегации от Московского Патриархата на Генеральной Ассамблее «Ниборг-VII» в городе Энгельберге (Швейцария) и принимал участие в заседании Комиссии ХМК по антирасизму в Танзании.
13 марта 1975 года назначен архиепископом Венским и Австрийским, временно управляющим Баденской и Баварской епархией. В этом же году включён в состав делегации от Русской Церкви на Пятую Ассамблею ВСЦ в Найроби (Кения).
25 мая-10 июня 1976 года в ФРГ в составе делегации Московского Патриархата участвовал в собеседованиях «Арнольдсхайн-VII».
22-27 июля 1978 года — присутствовал на Пятом Всехристианском Мирном Конгрессе в Праге.
18-25 октября 1979 года был участником VIII Генеральной Ассамблеи КЕЦ на острове Крит в Греции
14-16 апреля 1983 года принимал участие от Русской Церкви в заседании Президиума и Совещательного комитета КЕЦ в Оксфорде.
3-7 октября 1984 года участвовал в Третьей экуменической встрече КЕЦ-СЕКЕ в Рива-дель-Гарда (Северная Италия).
9 сентября 1986 года возведён в сан митрополита в связи с 20-летием епископского служения.
С 1991 года настоятельствовал в Мюнхенском Крестовоздвиженском храме.
22 декабря 1992 года освобождён от временного управления Баденской епархией ввиду её упразднения.
В 1994 году арестован в Германии вместе с американским полковником Джорджем Трофимовым по подозрению в шпионаже; вскоре отпущен на свободу, ввиду истечения срока давности (Трофимов впоследствии осуждён в США за шпионаж). Согласно Олегу Калугину, Ириней сотрудничал с ПГУ КГБ и имел агентурный псевдоним «Икар».
Скончался 26 июля 1999 года в Мюнхене после продолжительной болезни.

## Награды
- митра (от патриарха Алексия I, 1964)
- орден преподобного Сергия Радонежского 2-й степени (5 июля 1979[4])
- орден святого равноапостольного великого князя Владимира 2-й степени (20 марта 1984)